# Răchițele de Jos, Argeș
Răchițele de Jos este satul de reședință al comunei Cocu din județul Argeș, Muntenia, România.